# Wim Omloop
Wim Omloop (Herentals, 5 d'octubre de 1971) va ser un ciclista belga, que fou professional entre 1993 i el 2001.
El seu pare Rik, el seu oncle Marcel i el seu cosí Geert també s'ha dedicat al ciclisme.

## Palmarès
- 1990
  - 1r al Gran Premi de Beuvry-la-Forêt
  - 1r a la Volta a Limburg amateur
- 1992
  -  Campió de Bèlgica amateur en ruta
  - 1r a la Zellik-Galmaarden
  - 1r al Tour de Flandes amateur
- 1993
  - 1r al Premi Nacional de Clausura
- 1994
  - 1r al Gran Premi Marcel Kint
  - 1r a la Gullegem Koerse
- 1997
  - 1r al Circuit del País de Waes
- 1998
  - 1r al Gran Premi Stad Sint-Niklaas
- 1999
  - 1r a la Flèche hesbignonne
  - 1r a la Omloop der Kempen
  - 1r a la Brussel·les-Ingooigem
- 2000
  - Vencedor d'una etapa a la Volta als Països Baixos